# دارکو روندک
دارکو روندِک (انگلیسی: Darko Rundek؛ زادهٔ ۳۰ ژانویهٔ ۱۹۵۶) خواننده سبک راک، ترانه‌سرا، شاعر و بازیگر اهل کشور کرواسی است. وی حرفه اش در زمینهٔ موسیقی را از اوایل دههٔ هشتاد میلادی آغاز کرد. این هنرمند از سال ۱۹۹۱ در کشور فرانسه زندگی می‌کند و تاکنون ۵ آلبوم منتشر کرده است.